# John Doe
Pour les articles homonymes, voir John Doe (homonymie) et Doe.
Ne doit pas être confondu avec Jane Doe.
En anglais, John Doe (version féminine : Jane Doe) est une expression qui désigne une personne non identifiée ou un homme de la rue, soit en français : « Monsieur X », « Monsieur Untel », « Monsieur Durand », « Monsieur Dupont », « Monsieur Tout-le-monde », « un citoyen Lambda ». Pour les très jeunes enfants, l'équivalent est « Baby Doe », ou encore « Jonnie Doe » ou « Janie Doe » quand on précise le sexe.

## Utilisation

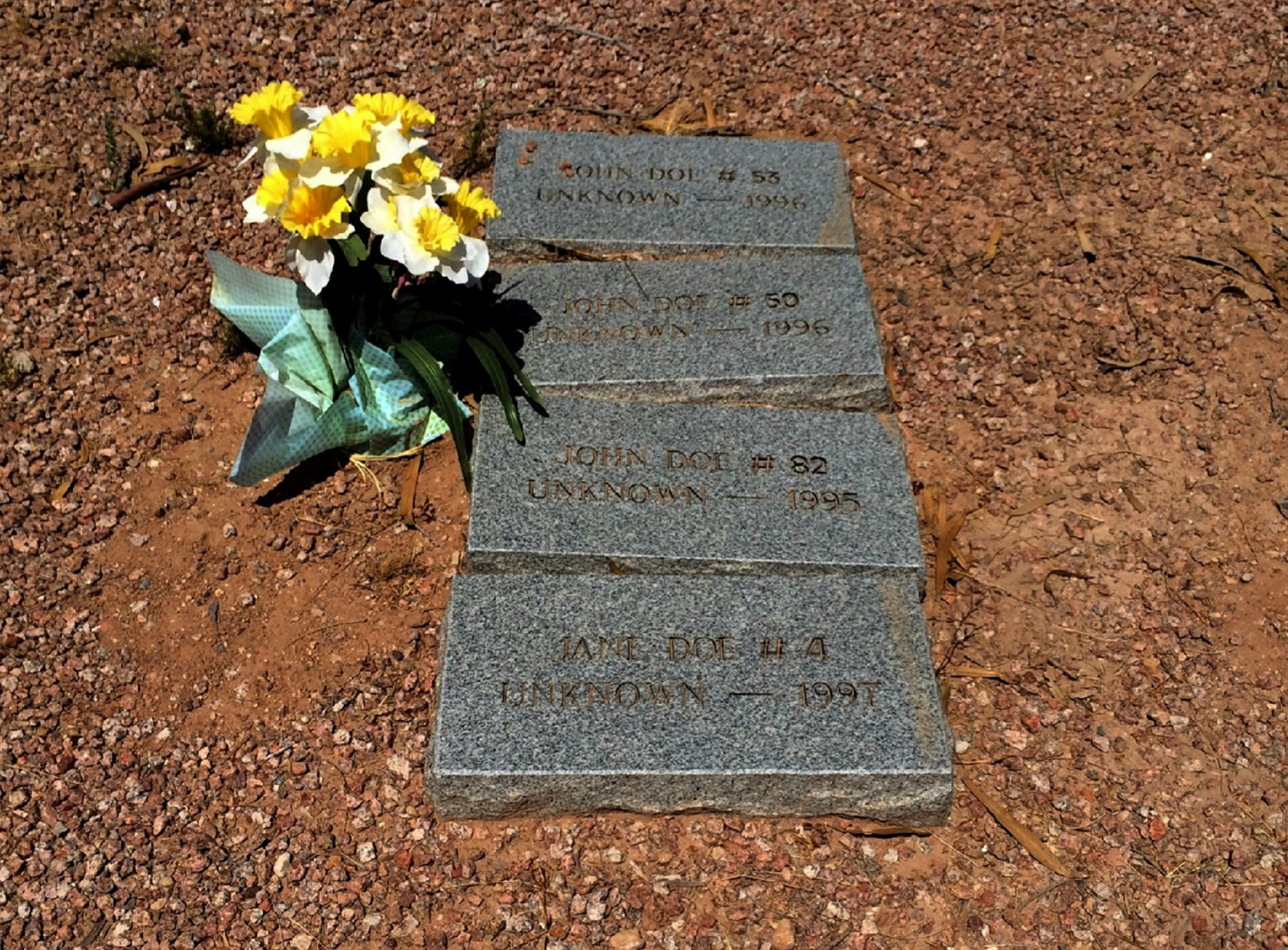
Pierres tombales de quatre personnes inconnues, désignées par les noms John Doe et Jane Doe.

Dans de nombreux pays, on constate que le nom employé comme appellation générique n'est pas le nom le plus répandu. Dans les pays anglophones, le nom le plus courant est généralement considéré comme étant John Smith ou M. Smith, tandis qu'en France et en Espagne les noms les plus courants sont respectivement Martin et Martinez. Au Québec, il s'agit de Tremblay. L'équivalent de « John Doe » en Italie est l'expression latine « N. N. », abréviation de Nomen nescio (« j'ignore le nom »).
La dénomination « John Doe » apparaît en 1768 dans le droit coutumier anglais, où elle désigne un plaignant inconnu, alors qu'un accusé anonyme est appelé « Richard Roe ».
L'expression est employée dans les administrations anglo-saxonnes pour désigner une personne non identifiée : un blessé inconscient ou un mort qui n'a pas de papiers d'identité sur lui est enregistré sous le nom de « John Doe » (« Jane Doe » pour une femme) par l'hôpital, une personne inconnue poursuivie en justice, etc.

## Dans la culture populaire

### Littérature
- John Doe alias JD est le nom du Bourbon Kid dans la saga du même titre avec comme tout premier volume le Livre Sans Nom paru en 2006.

### Cinéma et télévision
- John Doe est le nom du personnage principal joué par Gary Cooper dans le film Meet John Doe de Frank Capra sorti en 1941 ;
- John Doe est le faux nom utilisé par le meurtrier joué par Kevin Spacey dans le film Seven. de David Fincher, sorti en 1995 ;
- John Doe est le nom du personnage principal joué par Dominic Purcell dans la série John Doe, diffusée en 2002 ;
- John Doe est utilisée dans la saison 2 de la série américaine Sur écoute (The Wire) pour désigner 14 femmes retrouvées mortes, diffusée en 2003 ;
- John Doe est le nom par lequel le protagoniste du film Prédestination signe un manuscrit.

### Jeu vidéo
- John Doe est le faux nom utilisé par l'assassin, Bernick De Killer dans la traduction non officielle du jeu-vidéo Gyakuten Kenji 2, sorti en 2011 ;
- John Doe est le nom donné au Joker par le personnel de l'asile lorsqu'il rencontre Bruce Wayne, les deux étant interné à Arkham, dans le jeu vidéo Batman : The Telltale Series saison 1 épisode 4, sorti en 2016[réf. nécessaire] ;
- Le nom de John Doe est utilisé sur certaines tombes, notamment dans la ville de Van Horn dans le jeu vidéo Red Dead Redemption II, sorti en 2018
- John Doe est le nom d’un personnage dans Call of Duty: Modern Warfare III sorti en 2023.
- John Doe est le nom d'un compte de test créée par les administrateurs de Roblox (David Baszucki et Erik Cassel) en 2005

### Musique
- John Doe (John Sucker M.C. Doe) est le nom affiché sur la tombe de l'album Life Is...Too $hort du rappeur Too $hort, sorti en 1989 ;
- John Doe est le 5e morceau de l'album Demonic du groupe trash métal Testament, sorti en 1997 ;
- John Doe est une série de 65 freestyles anonymes publiés sur Youtube par le collectif de rappeurs de la 75e Session entre 2011 et 2014[3] ;
- John Doe est le nom donné au rappeur Ninho dans la chanson Vérité sur l'album Jefe de 2021.

### Autres
- John Doe est le nom donné à une boutique en ligne de sneakers[4] ;
- John Doe est le nom du personnage principal du webtoon unOrdinary[5] ;